# Wieda
Wieda er en tidligere kommune i samtgemeinden (kommunefællesskab) Samtgemeinde Walkenried, nu kommunen Walkenried og har knap 1.350 indbyggere (2013). Kommunen ligger i den sydvestlige ende af Harzen og er en del af Landkreis Göttingen, i den tyske delstat Niedersachsen.

## Geografi
Wieda ligger i Südharz nord for Bad Sachsa i Naturpark Harz. Det er en vejby der går i nord-sydlig retning over en omkring 7 km lang dal i skoven, langs floden Wieda i en højde fra omkring 320 til 460 moh. Nordvest for Wieda ligger et højeste bjerg i det sydlige Harzen, Stöberhai (ca.  720 moh.), mod nord Jagdkopf (602.1 moh.), mod øst Jagdkopf (603.1 moh.) og mod sydvest Ravensberg (ca. 659 moh.)
Indtil 1963 gik metersporede Südharz-Eisenbahn gennem Wieda.

### Nabokommuner
Wiedas nabokommuner er:
- Bad Sachsa (8 km)
- Ellrich (10 km)
- Braunlage (17 km)
- Benneckenstein (17 km)
- Bad Lauterberg (20 km)
- Zorge (4 km)
- Walkenried (5 km)